# 7429-es mellékút (Magyarország)
A 7429-es számú mellékút egy közel nyolc kilométer hosszú, négy számjegyű országos közút Zala vármegyében. Kizárólag Zalalövő településen húzódik, az első és utolsó métereit leszámítva végig azonos a korábbi 86-os főútnak a kisvároson átvezető szakaszával. Mai kialakítását a zalalövői elkerülő szakasz építéséhez kapcsolódóan, számozását pedig utóbbinak 2016 novemberi átadása után nyerte el.

## Nyomvonala
A 86-os főútból ágazik ki, annak 28,250-es kilométerszelvényénél, Zalalövő közigazgatási területének déli részén. Nyugat-északnyugat felé indul, de alig 200 méter után vissza is kanyarodik a 86-os ezen a szakaszon eredetileg követett, észak-északkeleti irányába. 1,5 kilométer után kicsit keletebbi irányt vesz, és 1,8 kilométer után kiágazik belőle dél felé a közel 1 kilométer hosszú 74 151-es út, amely a városhoz tartozó Nagyfernekág településrészre vezet.
A folytatásban több irányváltása is van, köztük egy dupla hajtűkanyar, ahol – a Google Utcakép felvételei szerint – mindkét irányból 30 kilométer / órás sebességkorlátozás van érvényben. Északi irányba haladva érkezik be a kisváros belterületére, melynek első házait 2,7 kilométer után éri el. A 3,300-as kilométerszelvényénél keresztezi a Zalát, a 3,450-esnél a Bajánsenye–Zalaegerszeg–Ukk–Boba-, illetve a Körmend–Zalalövő-vasútvonalak vágányait, majd ott kiágazik belőle nyugat felé a 74 306-ös számú mellékút, ami a mindkét vonalat kiszolgáló Zalalövő vasútállomásra vezet.
A városközpontba nagyjából 3,6 kilométer megtételét környékén érkezik meg, ott egy egészen rövid közös szakasza van a 7411-es úttal, amely Zalaegerszeg nyugati agglomerációjától húzódik idáig, majd továbbhalad Őriszentpéterig, és itt kevéssel a 12. kilométere előtt jár. Innen a 7429-es út a Körmendi utca nevet viseli, a kisváros belterületének északi széléig, amit 4,2 kilométer előtt ér el.
Onnantól kilométereken át külterületen húzódik; a 7. kilométerénél Alsósötétmajor külterületi városrész mellett halad el, annak keleti szélén végighúzódva, végül még mindig zalalövői területen visszatorkollik a 86-os főútba, annak 38,150-es kilométerszelvényénél. Ott ér véget, az országos közutak térképes nyilvántartását szolgáló kira.gov.hu adatbázisa szerint 7,659 kilométer megtétele után.